# Всесвітній конгрес фіно-угорських народів

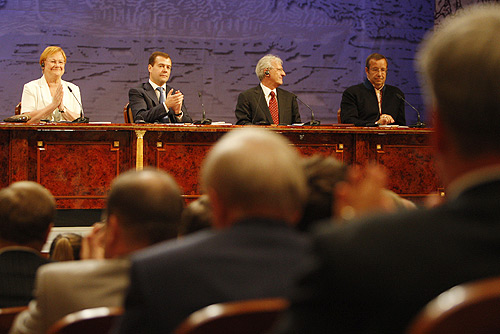
V З'їзд Всесвітнього конгресу фіно-угорських народів у Ханти-Мансійську, РФ. 2008 рік. За столом сидять президенти Угорщини, РФ, Фінляндії та Естонії.

Всесвітній конгрес фіно-угорських народів (ВКФУН) — незалежний представницький форум фіно-угорських та самодійських народів, що має на меті розвивати національну свідомість фіно-угорських народів, захищати та плекати їхні культури та мови. У своїй діяльності спирається на Декларацію про співпрацю фіно-угорських народів світу. За регламентом ВКФУН скликається раз на чотири роки.

## Історія
Через дисперсний характер розселення фіно-угорських народів (ФУН), зв'язки між ними були вельми ускладнені. У новітній час перші спроби налагодження контактів між фіно-угорськими народами були зроблені в царині мовознавства. На цій основі, з середини ХІХ ст., почали вибудовуватись сталі контакти між науковцями, що згодом були розширені й на інші наукові сфери: вивчення традицій, звичаїв, міфології та культури ФУН загалом. Перший конгрес з питань вивчення культури ФУН було проведено у 1921 р. у Гельсінкі. Третій конгрес, що відбувся в Угорщині у 1928 р., зібрав вже понад 600 делегатів, що прибули переважно з Фінляндії спеціальним потягом.
Міжнародні конференції фіно-угористів стали регулярно проводитись з 1960-х років. На цих форумах збирались вчені з Угорщини, Естонії, Фінляндії, СРСР, які обмінювались знаннями в сфері фіно-угористики. Однак, ці форуми носили виключно науковий характер, і перебували під сильним ідеологічним впливом СРСР. Ситуація докорінно змінилась на початку 1990-х, коли ФУН здобули можливість говорити не лише про власні традиції і побут, але й порушувати політичні питання. Стрімке зростання національної свідомості ФУН вимагало переформатування міжнародних фіно-угорських форумів, які вже не могли задовольняти нових викликів часу.
Національне піднесення зачепило не лише ФУН, що вже мали власні держави (Угорщина, Фінляндія та Естонія), але й бездержавні нації. Національне відродження ФУН Росії у 1988-1991 рр., зокрема й на території Ідель-Уралу, не мало такого яскравого політичного вираження, як у випадку із тюркськими народами. Проте, фіно-угри Ідель-Уралу змогли провести власні національні з’їзди: удмурти (листопад 1991), ерзя і мокша (березень 1992), марі (жовтень 1992), об’єднаний з’їзд фіно-угорських народів Росії в Іжевську (травень 1992). Всі ці з’їзди ухвалили досить схожі резолюції із закликами демократизувати політичне та громадське життя у республіках, підтримати національне відродження фіно-угорських народів. Певний вплив на формування настроїв, що панували на з’їздах, особливо у середовищі національної інтелігенції, справила Естонія, у Тартуському університеті якої навчалось чимало вихідців з фіно-угорських республік Росії.

### І З'їзд — 1992, м. Сиктивкар
Своєрідною кульмінацією національних з'їздів ФУН Росії став І Всесвітній конгрес фіно-угорських народів, що відбувся 1-3 грудня 1992 р. у Сиктивкарі. Організатором з'їзду виступив Комітет відродження комі народу (ком. Komi vojtorös sövmödan komitet). Була ухвалена Декларація про співпрацю фіно-угорських народів світу. У з'їзді взяли участь 14 делегацій ФУН і 3 парламентські делегації, разом — 278 делегатів. Створено Консультативний комітет фіно-угорських народів.

### ІІ З'їзд — 1996, м. Будапешт
З'їзд пройшов 17-21 серпня 1996 р. у Будапешті. Його організатором стало Угорське національне товариство Всесвітнього конгресу фіно-угорських народів. У роботі з'їзду взяли участь 18 делегацій ФУН, — всього понад 600 делегатів. Крім пленарного засідання була організована робота секцій політики, економіки, культури, демографії та охорони здоров'я, ЗМІ, ради молодіжної асоціації (МАФУН).

### ІІІ З'їзд — 2000, м. Гельсінкі
Відбувся 10-13 грудня 2000 р. у Гельсінкі, одночасно із з'їздом Молодіжної асоціації фіно-угорських народів. Організатор: Товариство "Фінляндія-Росія" (фін. Suomi-Venäjä Seura) спільно з Товариством Матіаса Кастрена. У роботі з'їзду взяли участь понад 600 делегатів, гостей та спостерігачів від 21 фіно-угорського та самодійського народів, представники урядів та парламентів фіно-угорських держав, міжнародних організацій, зокрема і ЮНЕСКО, ЄС, депутати Європарламенту, президенти Угорщини, Фінляндії та Естонії, які виголосили окремі промови. Вітального листа делегатам з'їзду надіслав і президент РФ В. Путін. Гасло з'їзду: "Фіно-угорський світ у третьому тисячолітті — перспективи розвитку".
Ухвалено рішення про формування Інформаційного центру фіно-угорських народів. Як проєкт згаданого Інформцентру запрацював сайт Finugor, головним редактором якого став Юрій Попов. Також на з'їзді було затверджено проведення Днів споріднених народів, що відзначаються щорічно в кінці третього тижня жовтня.

### IV З'їзд — 2004, м. Таллінн
Відбувся 15-19 серпня 2004. р. в Таллінні. Організатором з'їзду виступила фундація "Фенно-Угрія" (ест. Fenno-Ugria Asutus). Робота Конгресу відбувалась у чотирьох секціях: ЗМІ та інформаційні системи; культура; здоров'я, демографія та екологія; мова та освіта. На З'їзді зазначалося, що захист прав людини, корінних народів і національних меншин є питанням не лише внутрішньої політики держави, а й усього міжнародного співтовариства. Тому важливо, щоб поряд з включенням міжнародних стандартів прав людини і прав національних меншин в національне законодавство, використовувати механізми міжнародно-правових інструментів, які не потребують ратифікації державами і що володіють прямої юридичної силою.
Конгрес рекомендував Консультативному комітету організувати в 2006 році міжнародну конференцію фінно-угорських і самодийских народів для аналізу проміжних результатів виконання рекомендацій Конгресу, з широким висвітленням її підсумків в засобах масової інформації.
У резолюції З'їзду було відзначено, що обнадійливою подією стало приєднання до Європейського Союзу Естонії та Угорщини. Розвивається діалог між Європейським Союзом і Російською Федерацією, що також відкриває нові перспективи для співпраці між усіма фінно-угорськими та самодійськимі народами. Активне залучення в ці процеси молоді надає новий імпульс всьому фіно-угорському рухові.

### V З'їзд — 2008, м. Ханти-Мансійськ

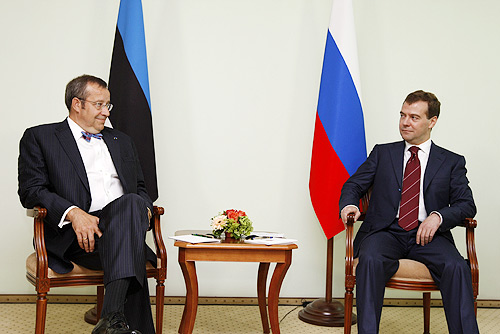
Президент Естонії Тоомас Гендрік Ільвес та прзеидент РФ Дмитро Медведєв. Ханти-Мансійськ, 2008 р.

Перший з'їзд, який відбувся не в Європі, а в Сибіру, та другий з'їзд з часу заснування ВКФУН, проведений на території РФ. У роботі з'їзду взяли участь понад тисячу делегатів, спостерігачів та гостей, а також президенти РФ, Угорщини, Фінляндії та Естонії. Проведений був підданий критиці марійською діаспорою Москви, яка залишилась незадоволена тим, що для них не знайшлося місця серед делегатів та спостерігачів Конгресу. У той час як на з'їзд поїхали російські чиновники (зокрема Міністерства культури РФ). Крім того, марійські активісти стверджували, що марійська квота у Консультативному комітеті фіно-угорських народів також була заповнена чиновниками республіки Марій Ел. Пізніше від фіно-угорських активістів лунали і звинувачення в розтраті бюджетних коштів Російської Федерації.
У резолюції З'їзду було наголошено, що, незважаючи на позитивні зрушення, відбувається скорочення чисельності більшості фінно-угорських і самодійських народів, спостерігається зміна ідентичності під впливом зовнішнього середовища в сучасному світі. З урахуванням аналізу ситуації Конгресом запропоновано прийняття певних рішень в області етнополітики та права, мовних прав і освіти, культури, ЗМІ та інформаційних систем, демографії, охорони здоров'я та екології.
Конгрес визнає, що величезним досягненням за останні чотири роки в області захисту прав людини і корінних народів є прийняття Генеральною Асамблеєю ООН 13 вересня 2007 року Декларації прав корінних народів світу, яка готувалася міжнародним співтовариством спільно з корінними народами більше 20 років. У підготовці цього історичного документа Консультативний комітет фінно-угорських народів брав участь з 1993 року в роботі щорічних сесій Робочої групи ООН по корінному населенню (Женева) і в складі Робочої групи ООН з доопрацювання проекту Декларації прав корінних народів світу.

### VI З'їзд — 2012, м. Шиофок
Робота з'їзду тривала з 5 по 7 вересня 2012 р. в угорському місті Шиофок. Спершу VI З'їзд, відповідно до рішень V З'їзду у Ханти-Мансійську, планувалось провести в м. Комаром. Однак, згодом від цієї ідеї відмовились, оскільки з'ясувалось, що у Комаромі відсутня необхідна інфраструктура для проведення міжнародних форумів відповідного рівня. "Мова і народ" було обрано за провідну тему з'їзду.
На з'їзд прибула делегація ерзян, яка пікетувала готель "Азур", у якому проходили засідання ВКФУН. Ерзя були невдоволені формуванням єдиної делегації "мордовського народу", а не окремих делегацій ерзі та мокші. Учасники пікету заявили, що їх було не допущено до роботи Конгресу через тиск Москви. Двоє активістів: Сиресь Боляєнь та Ерюш Вежай, вдягнуті у футболки із національною символікою, розтягнули в холі готелю великий ерзянський прапор та скандували ерзянською "Слава Країні Ерзян!". Очільник Консультативного комітету фіно-угорських народів Валерій Марков був змушений виправдовуватись, однак визнав, що заявку ерзян одержали, переслали владним структурам Республіки Мордовія, а мордовська влада вже сама вирішувала кого слід відправляти на Конгрес, а хто недостойний їхати на високий представницький форум. Також В, Марков висловив незадоволення системою відбору делегатів, адже схожі з ерзянськими були проблеми й в делегатів від марі та удмуртів.

### VII З'їзд — 2016, м. Лахті

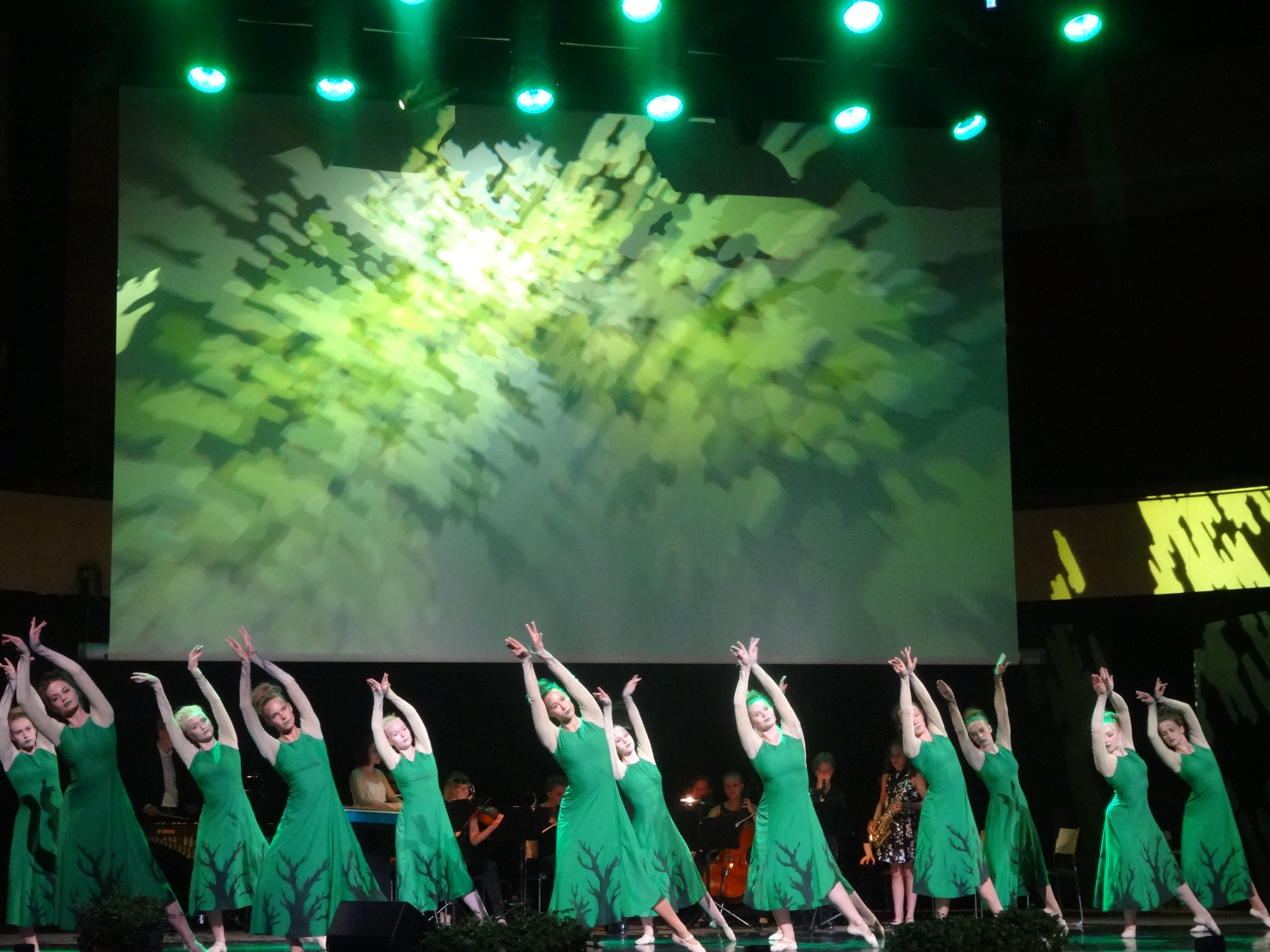
Молодіжна група Танцювального училища на церемонії відкритті VII Всесвітнього конгресу фінно-угорських народів у м. Лахті (Фінляндія). 2016 р.

Відбувся 15-17 червня 2016 р. у фінському місті Лахті. Провідна тема заходу: «Фінно-угорські народи: на шляху до сталого розвитку». Організатор: Товариство "Фінляндія-Росія" (фін. Suomi-Venäjä Seura). На відкритті з'їзду були присутні президенти Фінляндії, Угорщини та Естонії.
Делегати конгресу обговорили такі теми як збереження і розвиток фінно-угорських мов та культур, можливості розвитку фінно-угорського інформаційного простору, відносини між владою та громадянським суспільством, економіка та довкілля, а також демографічні процеси.
Президент Естонії Тоомас Гендрік Ільвес у своїй вітальній промові особливу увагу присвятив обов'язку Естонії та Фінляндії підтримувати фінно-угорські народи Російської Федерації, а також згадав про естонський досвід збереження власної мови та ідентичності в умовах окупації:
| Я знаю особисто, з досвіду своєї сім'ї, як зберегти культуру і мову свого народу навіть в тому випадку, коли ти змушений жити в розлуці з батьківщиною. Моя сім'я втекла від радянської окупації на захід, і ми разом з іншими співвітчизниками зберігали і, що найголовніше, підтримували живу культуру свого народу. Зрозуміло, все це робилося, і дуже активно, і в окупованій Естонії, де естонці зберігали свою мову і культуру, розвиваючи їх, незважаючи на чужий тиск і всілякі перешкоди. |

### VIII З'їзд — 2021, м. Тарту
Проведення VIII Всесвітнього конгресу фінно-угорських народів було заплановане на 2020 р. в Тарту, Естонія. Однак, міжнародний захід був перенесений на 16-18 червня 2021 р., у зв'язку з падемією коронавірусу. Підготовка до VIII Конгресу супроводжувалась численними скнадалами.
21 квітня 2021 Сиресь Боляєнь, в складі української делегації, виступив на XX сесії Постійного форуму ООН з питань корінних народів. У соєму виступі він гостро розкритикував національну політику РФ і закликав міжнародну спільноту посилити тиск на Москву через її політику щодо національних республік. Цей виступ став першим, який виголосили в ООН ерзянською мовою, при цьому було забезпечено синхронний переклад англійською.
Також С. Боляєнь надав секретаріату Форуму заяву про порушення прав корінних народів в Російській Федерації, в якій описані численні політично вмотивовані переслідування та репресії проти лідерів та активістів національних рухів татар, інгушів, калмиків та бурятів.
Виступ ерзянського Інязора одержав широкий суспільний резонанс в українських ЗМІ. Промова Боляєня привернула американського політолога Пола Гобла, української письменниці Оксани Забужко, а також викликала обурення серед лояльних до Москви організацій фіно-угорських народів.

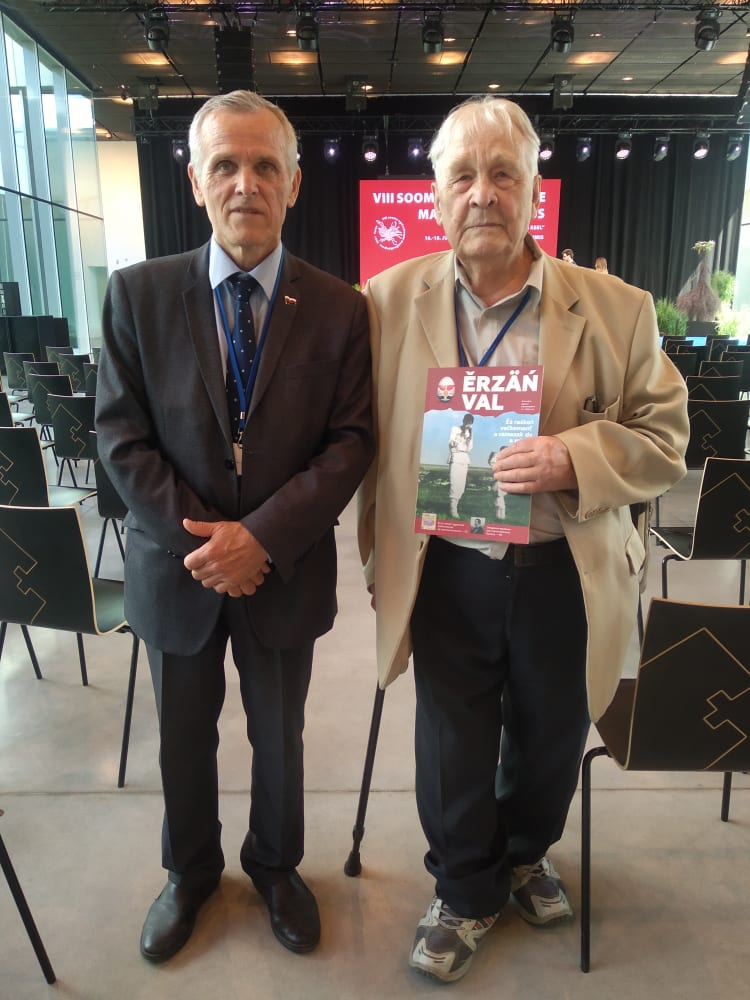
Головний старійшина ерзян Сиресь Боляєнь та естонський писмьенник Арво Валтон, який тримає у руках журнал «ĚRZÄŃ VAL». VIII Всесвітній конгрес фінно-угорських народів. Тарту, 2021.

Через два дні після виступу Сиреся Боляєня на XX сесії Постійного форуму ООН з питань корінних народів Асоціація фінно-угорських народів Росії виступила із публічною заявою про відмову брати участь в Конгресі. АФУН звинуватила Конгрес у політизації та «використанні фіно-угорської карти» для тиску на РФ. Демарш АФУН був жорстко розкритикований марійськими та ерзянськими активістами. Ерзя публічно відтвердили свою готовність взяти участь в Конгресі, а Консультативний комітет Всесвітнього конгресу фінно-угорських народів заявив, що АФУН не наділений повноваженнями виступати від фінно-угорських і самодійських народів РФ.
21 травня 2021 ерзянський Інязор Сиресь Боляєнь публічно звернувся до міністра закордонних справ Естонії Еви-Марії Лійметс із вимогою офіційно підтвердити статус ерзянської делегації. У своєму зверненні він також зазначив, що організатори Конгресу вимагають від нього узгодити склад делегації із російськими чиновниками, що є неприйнятним для Атянь Езєм (ерз. Рада старійшин), яка "підзвітна ерзянам і не погоджує своїх рішень із Міністерством культури Республіки Мордовія чи з АФУН". На підтвердження своїх слів він оприлюднив офіційне листування з Консультативним комітетом Всесвітнього конгресу фінно-угорських народів. 1 червня 2021, за день до закриття реєстрації на Конгрес, організатори заходу заявили, що ерзянська делегація не надала всіх необхідних документів. Вже наступного дня ерзянський Інязор Сиресь Боляєнь та представник ерзянської громади України Дмитро Левусь були прийняті послом Естонії в Україні Каімом Кууском в приміщенні посольства. За результатами проведеної зустрічі Сиресь Боляєнь заявив про свій намір взяти участь в роботі VIII Всесвітнього конгресу фінно-угорських народів в якості спостерігача.
4-5 червня 2021 в Іжкарі, за підтримки Федеральної агенції з питань національностей РФ, відбувся форум АФУН. На відкритті форуму виступив керівник АФУН Петро Тултаєв, який у сврєму виступі гостро розкритикував Всесвітній конгресу фінно-угорських народів:
| «На етапі заснування Всесвітнього конгресу фінно-угорських народів у 1992 р. основні цілі були благими, прогресивними: збереження і розвиток фінно-угорських мов, культур, зміцнення національної самосвідомості, розвиток міжнародних фінно-угорських наукових, культурних і громадських зв'язків. Однак згодом діяльність Конгресу стала носити яскраво виражений політизований характер, представники Угорщини, Фінляндії та Естонії основним завданням стали бачити обговорення лише російських проблем, негативних аспектів життя російських фінно-угрів, в їх «вихованні» в напрямку протистояння влади і в дусі ідеї самовизначення. Відзначимо, не без жалю, що вцілому в середовищі європейської етнічної інтелігенції і представників влади, при оцінці становища фінно-угорських народів, на конгресах склалася стійка тенденція до акцентування уваги на негативних аспектах життя фінно-угорських народів в Російській Федерації. У той же час становище фінно-угорських національних меншин всередині Євросоюзу практично не розглядається. А фактів, які свідчать про значні проблеми в житті даних етнічних спільнот чимало. |
Форум АФУН в Іжкарі публічно протиставив себе VIII Всесвітньому конгресу фінно-угорських народів в Тарту. Однак наразився на критику не лише фінно-угорських активістів закордону, але й в самій Російській Федерації.
VIII Всесвітній конгрес фінно-угорських народів супроводжувався сканадалами із недопуском делегатів, нелояльних до політики Кремля, а також гострими заявами марійських та ерзянських активістів. У день відкриття Конгресу, 16 червня, головний старійшина ерзянського народу (Інязор) Сиресь Боляєнь провів брифінг для естонських ЗМІ. Захід відбувся перед входом до Естонського національного музею в Тарту, де проходить церемонія відкриття VIII Всесвітнього конгресу фінно-угорських народів. Ерзянський старійшина гостро розкритикував національну політику РФ і констатував, що Всесвітній конгрес фінно-угорських народів перебуває в глибокій кризі і потребує реформування.
Із публічними закликами реформувати Конгрес виступив і редактор сайту MariUver Васлі Ніколаєв. Він скерував Консультативному комітетові листа, у якому вказав, що із чинним регламентом вибори марійських делегатів перебувають під повним контролем російської влади.
Громадських рух «Вільний Ідель-Урал» також залишився незадоволеним як проведенням Конгресу, так і його підготовкою. Лідери руху публічно розкритикували Угорщину, Естонію та Фінляндію за «небажання представляти інтереси своїх бездержавних братів»:
| «Вільний Ідель-Урал» змушений констатувати, що VIII Всесвітній конгрес фіно-угорських народів продемонстрував небажання трьох фінно-угорських держав представляти інтереси своїх бездержавних братів. Модель поведінки, яку пропонує Конгрес: не помічати, не говорити, не вирішувати проблем фіно-угорських народів Російської Федерації – ми розглядаємо як прояв слабкодухості. «Вільний Ідель-Урал» закликає фіно-угорських активістів, відданих ідеалам свободи та дотримання прав людини, вимагати від Консультативного комітету рішучих, зокрема і політичних кроків на захист пригноблених братів у Російській Федерації. Паралельно, не полишаючи надій реформувати Конгрес, ми пропонуємо розглянути можливість створення інших міжнародних майданчиків, на території країн, що не бояться підставити плече національним рухам. На нашу думку однією з таких країн може бути Литва, що демонструє послідовність та рішучість у реалізації власної зовнішньої політики. |

## Принцип роботи
Кожен народ, у відповідності до Положення про ВКФУН , має власну квоту, розраховану за принципом чисельності. Делегації формуються самими народами відповідно до власних процедур: десь питання вирішується на загальному з'їзді, десь — на районних зборах, десь — уповноваженим органом народу, а десь за домовленістю провідних громадських організацій. Консультативний комітет фінно-угорських народів — громадський орган управління рухом між конгресами — втручається в процеси тільки в разі гострих конфліктних ситуацій. Конкуренція за право бути обраним делегатом Конгресу досить висока, в середньому — 1 делегат на 10 претендентів.

## Критика
ВКФУН неодноразово піддавався критиці російськими чиновниками та провладними активістами з числа громадських організацій ФУН Росії. Конгресу закидали прихильність до НАТО та "ідеологічну промивку" делегатів з Російської Федерації. Марійський публіцист Юрій Єрофєєв критикував Конгрес за позиціонування в якості  органу управління фіно-угорським рухом. Єрофєєв вважає, що потреби в діяльності ВКФУН немає, а підтримку міжнаціональних зв'язків можна здійснювати через форуми фіно-угористів, що функціонували у 1960-х роках під парасолькою СРСР. У той же час інші активісти, далекі від державного апарату РФ, скаржились на перетворення ВКФУН в інтелектуальну тусовку вчених, журналістів та діячів мистецтва, які не зацікавлені у вирішенні конкретних проблем фіно-угорських народів.